# Jabir Husain
Jabir Husain né le 5 juin 1945 à Rajgir, dans le district de Nalanda, au Bihar, en Inde, est un écrivain et politicien du parti Rashtriya Janata Dal, et ancien membre du Parlement de l'Inde représentant le Bihar dans la Rajya Sabha. Il réside actuellement dans sa résidence privée à Patna.